# Unité urbaine de Sainte-Maxime
L'unité urbaine de Sainte-Maxime est une unité urbaine française centrée sur la commune de Sainte-Maxime, dans le département du Var en région Provence-Alpes-Côte d'Azur.

## Données générales
Dans le nouveau zonage réalisé par l'Insee en 2020, elle est composée de deux communes. 
En 2022, avec 18 951 habitants, elle représente la 5e unité urbaine du département du Var et occupe le 14e rang dans la région Provence-Alpes-Côte d'Azur.
En 2021, sa densité de population s'élève à 150 hab/km2. Par sa superficie, elle représente 2,11 % du territoire départemental et, par sa population, elle regroupe 1,73 % de la population du département du Var.

## Composition 2020 de l'unité urbaine
Elle est composée des deux communes suivantes :
| Nom                          | Code Insee | Département | Statut       | Superficie (km2) | Population (dernière pop. légale) | Densité (hab./km2) | Modifier                                    |
| ---------------------------- | ---------- | ----------- | ------------ | ---------------- | --------------------------------- | ------------------ | ------------------------------------------- |
| Sainte-Maxime (ville-centre) | 83115      | Var         | ville-centre | 81,61            | 14 394 (2022)                     | 176                | modifier les données · modifier les données |
| Grimaud                      | 83068      | Var         | banlieue     | 44,58            | 4 557 (2022)                      | 102                | modifier les données · modifier les données |

## Évolution démographique
| 1968  | 1975  | 1982   | 1990   | 1999   | 2010   | 2015   | 2021   |
| ----- | ----- | ------ | ------ | ------ | ------ | ------ | ------ |
| 7 108 | 9 035 | 10 274 | 13 337 | 15 565 | 17 109 | 18 589 | 18 960 |

#### Données générales
- Unité urbaine en France
- Aire d'attraction d'une ville
- Liste des unités urbaines de France

#### Données démographiques en rapport avec l'unité urbaine de
- Aire d'attraction de Sainte-Maxime
- Arrondissement de Draguignan

#### Données démographiques en rapport avec le Var
- Démographie du Var